# Afric Simone

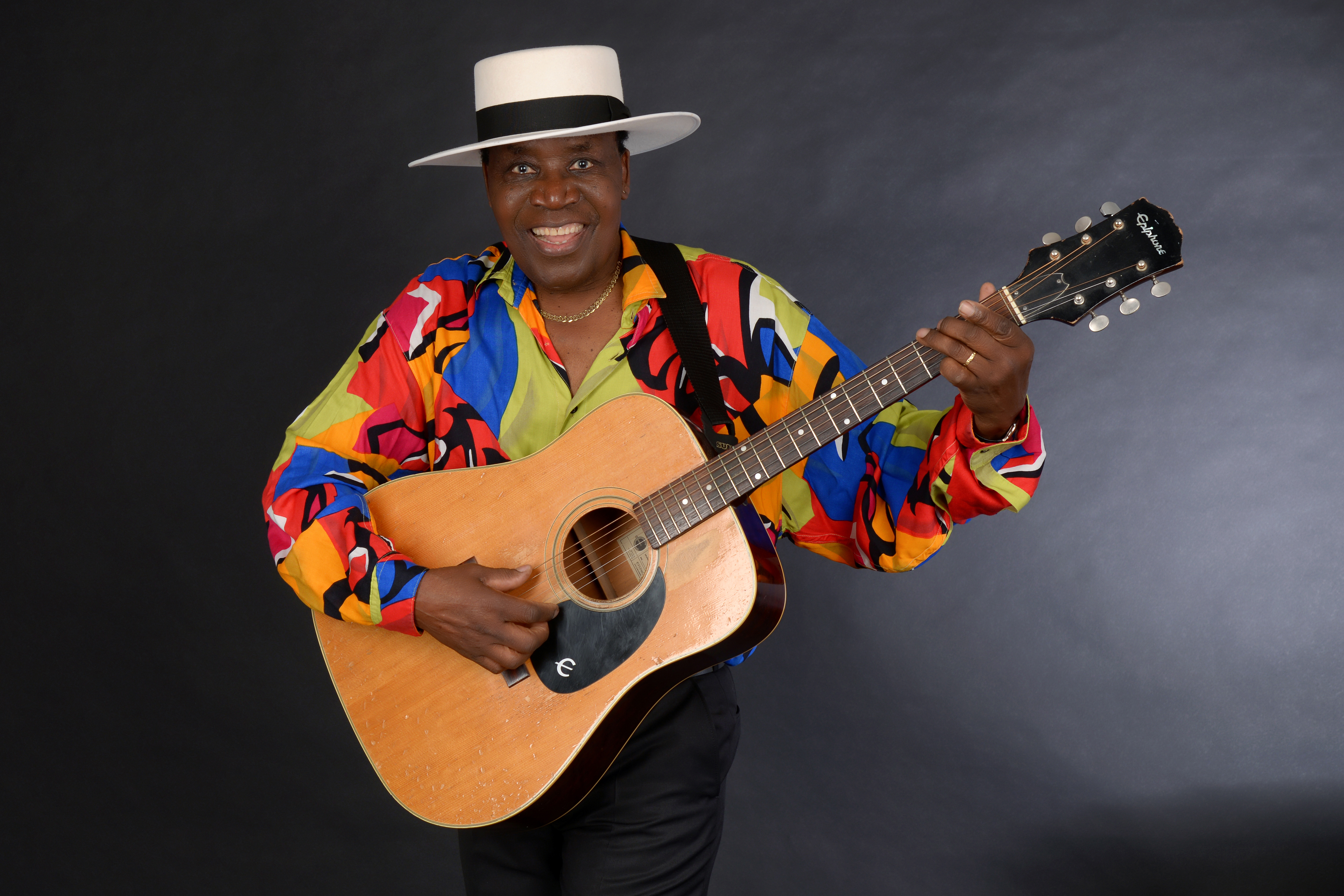
Afric Simone 2016

Afric Simone (geboren am 10. Oktober 1939 in Inhambane, Mosambik, als Henrique Joaquim Simone) ist ein mosambikanischer Sänger und Komponist, der in Berlin lebt.
In Südamerika erlangte er 1973 Bekanntheit, als seine erste Single Barracuda in Brasilien, Venezuela und Kolumbien in die Charts einstieg. Sein größter Hit in Westeuropa war Ramaya. In Osteuropa ist er vor allem durch den 1976 erschienenen Song Hafanana bekannt.

## Karriere
Simone absolvierte zunächst eine Ausbildung als Maurer und Ziegelleger; daneben trat er in der Hauptstadt Mosambiks Maputo auf der Straße und in einem Hotel unter dem Künstlernamen Kid-Kid als Musiker auf und wurde von einem professionellen Musikmanager aus Südafrika entdeckt.
Zwischen 1965 und 1971 veröffentlichte er unter dem Künstlernamen Monsieur Afrique fünf Singles: Black Dynamite 1965 bei Ariola, El Matador 1969 bei Teldec, Washboard Man 1970 bei Polydor und Ich bin der grösste Lacher ebenfalls 1970 bei Telefunken; dann Feuer Feuer Feuer 1971 bei Hansa Musik Produktion.

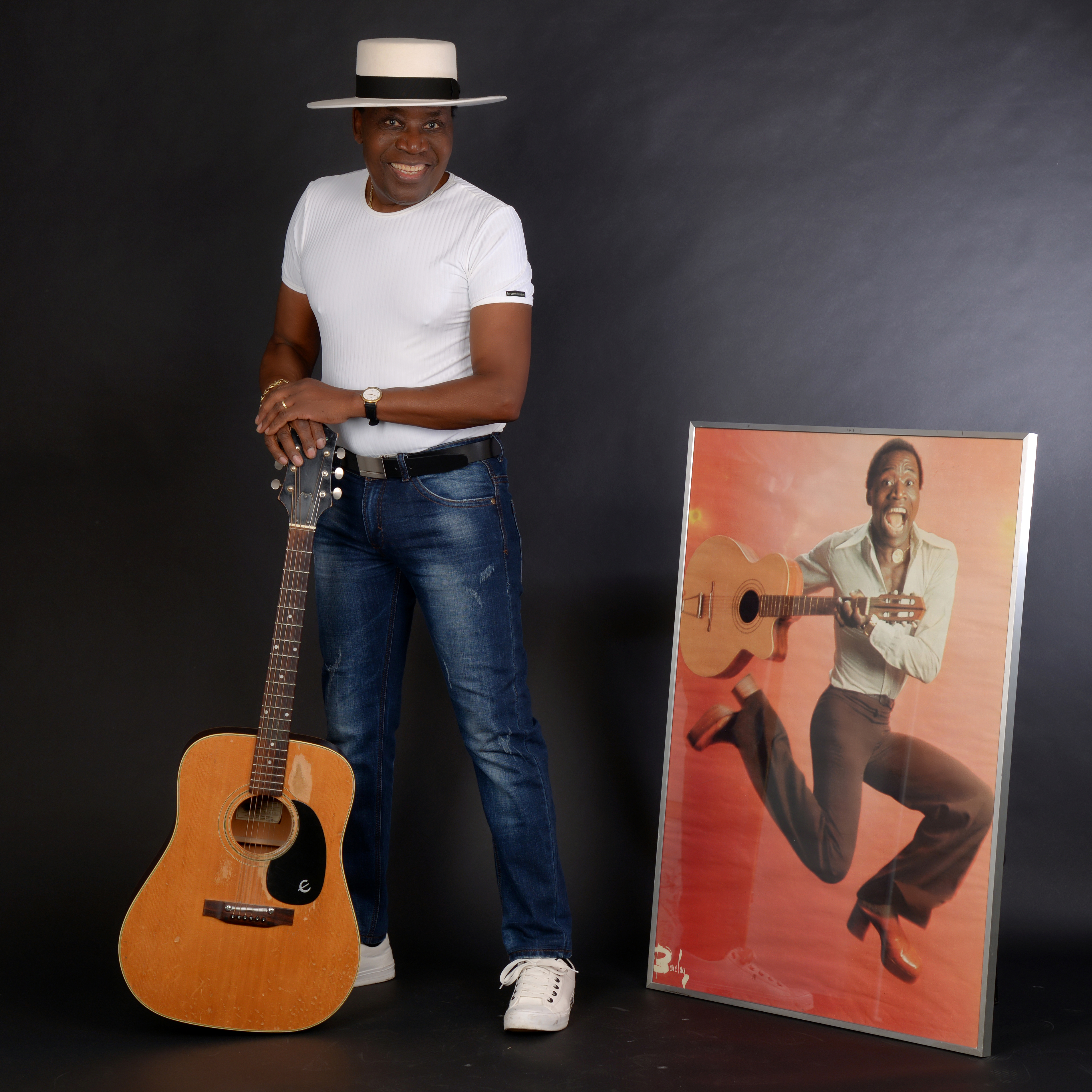
Afric Simone – 2016

1972 erschien in Brasilien die Single Barracuda (unter dem Künstlernamen Simon el Africano) und brachte ihn in vielen südamerikanischen Ländern auf Platz 1 der Charts. Danach verbrachte Simone mehr Zeit mit Auftritten in Südamerika, insbesondere in Brasilien. In Kolumbien trat er in der Sendung „El show de las estrellas“ auf „Jorge Baron Television“ auf.
1973 ging Simone nach London, um den europäischen Markt zu erschließen. Die Single Barracuda wurde 1974 in Europa erneut veröffentlicht, der erwartete Durchbruch gelang jedoch nicht. In Paris wurde 1974 einer von Simones Auftritten von Plattenproduzent Eddy Barclay gesehen, der ihm daraufhin einen Plattenvertrag bei seinem Label Barclay Records anbot. 1975 erschien die Single Ramaya. Das Lied wurde vom tschechischen Musiker Stan Regal mitproduziert. Es wurde in vielen europäischen Ländern zum Sommerhit und landete in einigen davon in den Top 10. Die deutsche Sängerin Gaby Baginsky nahm 1979 eine deutsche Fassung mit dem Titel Der Rum von Barbados auf. Es folgte eine Konzertreihe in Frankreich. Im Fernsehen wurde Afric von Charles Aznavour eine Goldene Schallplatte überreicht. Der Höhepunkt seines Erfolges in Frankreich war ein Wochenvertrag im Pariser Konzerthaus Olympia.
1976 erschien Simones nächste Single, Hafanana. Dies wurde zu einem der ganz wenigen internationalen Lieder, die offiziell in der Sowjetunion veröffentlicht wurden. und bedeutete für ihn in fast allen postsowjetischen Ländern dauerhafte Popularität. Im Juli 1977 spielte Simone in der Deutschen Demokratischen Republik in der Fernsehsendung Ein Kessel Buntes. In der Sowjetunion wurde Hafanana in der 18. Folge der Zeichentrickserie „Nu, pagadi“ (Hase und Wolf) verwendet.
Seit 1978 lebt Simone in West-Berlin und besitzt die deutsche Staatsbürgerschaft. 1979 trat er mit dem tschechischen Popstar Helena Vondráčková in Prag auf. Am 21. April 1982 trat er in Budapest im Sportcsarnok auf, einer Indoor-Sportstätte. mit einer Kapazität von 12.000 Zuschauern.
1999 nahm Simone am Festival „Tavria Games“ in der Ukraine teil.
2003 nahm er am zweiten Festival „Discoteka 80s“ teil, das vom Moskauer Radiosender „AvtoRadio“ organisiert wurde. Das Festival fand im Luschniki-Sportpalast statt und wurde am Silvesterabend vom ersten russischen Fernsehsender übertragen. Im Jahr 2004 nahm Simone an einem Projekt „Melodien und Rhythmen aus Europa im Kreml“ teil. Während dieses Projekts führten russische Künstler die Lieder internationaler Teilnehmer auf und umgekehrt. Simone sang zusammen mit dem russischen Sänger Evgeny Osin das Lied „Unser Nachbar“ (1968) der polnischen Sängerin Edita Stanislawowna Pjecha.
2012 nahm Simone am Festival „Legenden von Retro FM“ im Olympiastadion in Moskau teil. Im Oktober 2014 feierte er seinen 75. Geburtstag während einer „Retro FM“-Kreuzfahrt auf der Liberty of the Seas. Im Oktober 2017 trat er in Mahiljou, Belarus, beim Festival „Golden Schlager“ auf. Neben dem Kulturpalast von Mahiljou pflanzte er einen Ahorn als Teil der „Allee der Sterne“.
Im März 2018 trat Simone Chișinău, Moldawien, beim Konzert „Retro Legenden“ des Martisor-Festivals auf – zusammen mit dem französischen Duo Ottawan und der italienischen Band Ricchi e Poveri. Im Februar 2019 trat er zusammen mit weiteren europäischen und russischen Künstlern der 80er und 90er Jahre beim „Discoteka Avtoradio“-Festival auf, im Velodrom in Berlin und im ISS Dome in Düsseldorf.
Im Juli 2022 trat Simone beim Festival „Discoteca 80“ in Cluj-Napoca, Rumänien, auf. Im Oktober 2023 trat Simone beim Festival „Arena Retro Party“ in Budapest, Ungarn, auf – zusammen mit Künstlern wie Ken Laszlo, Eddy Huntington und Thomas Anders, am Silvesterabend 2023/2024 zusammen mit dem französischen Duo Ottawan in Tiflis, Georgien.
Im Februar 2024 widmete das kolumbianische Fernsehen Simones Arbeit eine Sendung.

## Privatleben
Simone spricht Portugiesisch, Spanisch, Französisch, Italienisch, Englisch und Deutsch. Er war einige Male verheiratet. Seine jetzige Frau ist ethnische Russin. Sie lernten sich 2003 in Berlin kennen. Aus einer früheren Ehe hat er einen Sohn.

## Diskographie

### Alben
- 1974 – Mr. Barracuda (BASF, 2021932)
- 1975 – Ramaya (Barclay, 70024)
- 1976 – Aloha Playa Blanca (CNR)
- 1978 – Boogie Baby (RCA)
- 1978 – Jambo Jambo (Epic)
- 1981 – Maria Sexy Bomba De Paris (Epic)
- 1990 – Afro Lambada (Multisonic)

### Singles
- 1965 – Black Dynamit / Monsieur Afrique (Ariola)
- 1969 – El Matador / Mosquito (Teldec)
- 1970 – Washboard Man / Harana (Polydor)
- 1970 – Ich bin der grösste Lacher / Mr. Watussi (Telefunken)
- 1971 – Feuer Feuer Feuer / Salt-Lake-City Train (Hansa)
- 1972 – Barracuda / Hey Safari (BASF)
- 1974 – Barracuda / Hûmbala (Ariola 1974)
- 1975 – Ramaya / Piranha (Barclay, BRCNP 40066)
- 1976 – Hafanana / Sahara (Barclay, BRCNP 40072)
- 1976 – Aloha-Wamayeh / Al Capone (Hansa, 17 586 AT)
- 1977 – Maria Madalena / Aloha (Barclay)
- 1977 – Playa Blanca / Que Pasa Mombasa (Musart, MI 30387)
- 1978 – Playa Blanca / Marabu (Barclay)
- 1980 – China Girl / Salomé (Barclay)
- 1981 – Maria sexy bomba de Paris (CNR)
- 1983 – Lady Madonna Shanghai (CNR)
- 1990 – Afro Lambada (MultiSonic)

## Coverversionen
Die von Afric Simone komponierten Lieder wurden in vielen Sprachen und in vielen verschiedenen Ländern gecovert.
In den Niederlanden wurden die folgenden Coverversionen von Simones Hit Ramaya veröffentlicht: Rammen maar von André van Duin auf Niederländisch 1976 und Gewoon een vrolijk liedje von Dennis auf Niederländisch aus dem Jahr 1996. In Belgien veröffentlichte Anja Yelles De soep is aangebrand auf Niederländisch 1994. 
In Deutschland sang Gaby Baginsky 1980 Ramaya unter dem Titel Der Rum von Barbados und die Saragossa Band 1984 das Lied Moonlight and Dancing auf Englisch (ursprünglich Playa Blanca von Simone, auf Spanisch).
In Finnland hat der Sänger Frederik zwei Hits von Simone gecovert – Ramaya im Jahr 1976 und Hafanana im Jahr 1989. Später veröffentlichte ein anderer finnischer Sänger, Tapani Kansa, auch seine Coverversion von Hafanana. In Estland veröffentlichte die Band „Apelsin“ 1979 das Lied Himaalaja in estnischer Sprache (ursprünglich Ramaya von Simone).
In Tschechien veröffentlichte der Sänger Daniel Nekonečný Simones Hafanana unter dem Titel Sexy Hafanana. In der Slowakei veröffentlichte die Band „Maduar“ 1996 ihre Coverversionen von Hafanana und 1997 von Ramaya, beide im Techno-Stil.
In Japan coverte Hiro Nagasawas Band „Hero“ Afric Simones Lied China Girl. Diese Version wurde als Titelsong für die japanische Veröffentlichung des Films Fistful Spirit mit Jackie Chan verwendet.